# 韩愈墓
韩愈墓位于河南省焦作市孟州市韩庄村的北半岭坡上，始建于唐敬宗宝历元年（825年），已有约1200年的历史。内设中国国际韩学研究院。

## 韩愈介绍
韩愈（768～824）字退之，唐宋八大家之首，与柳宗元并称“韩柳”，是唐代文学家、哲学家，晚年任吏部侍郎，谥号“文”。著有《韩昌黎集》、《外集》、《师说》等等。是中国“道统”观念的确立者，韩愈在政治上主张天下统一，提倡仁政。
唐宋八大家其他七位分别是柳宗元、苏轼、苏辙、苏洵、曾巩、欧阳修、王安石。

## 陵园简介
1986年11月公布为河南省文物保护单位，2006年5月25日国务院批准列入第六批全国重点文物保护单位名单。
墓地处丘陵地带，墓冢高10余米，冢前建有祠堂、飨堂、门房等，祠内石碑13通记载有韩愈生平事迹。陵园还包含了有牌楼、神道、石阶、山门、雕塑、展厅等等。